# Tour de Drenthe féminin 2019
La 13e édition du Tour de Drenthe féminin a lieu le 17 mars 2019. C'est la deuxième épreuve de l'UCI World Tour féminin 2019. Elle est remportée par l'Italienne Marta Bastianelli.

## Parcours
Le parcours retourne à une configuration avec départ et arrivée à Hoogeveen. La distance totale est 165,7 km, soit presque dix de plus que l'année précédente. Cette course devient ainsi la plus longue du calendrier UCI féminin jamais organisée. Après le départ fictif, la course se dirige vers le mont VAM. Le parcours se dirige ensuite vers Emmen, Borger puis Westerbroek en empruntant plusieurs secteurs pavés. Au 103,7 km, le mont VAM est monté une seconde fois. Le court circuit dans ses environs est parcouru une seconde fois. La difficulté est donc surmontée une troisième fois onze kilomètres plus loin. Les coureuses se rendent ensuite à Hoogeveen où après une première boucle urbaine, elles retournent chercher des secteurs pavés, ou forestiers, cette fois à l'ouest d'Hoogeveen. La dernière difficulté est à 15,1 km de l'arrivée. Les coureuses reviennent ensuite en ville sur le circuit urbain traditionnel. L'arrivée est dans l'Alteveerstraat.
Le jour de la course, le secteur pavé 5 à Schoonloo est supprimé du parcours parce qu'inondé.

## Équipes
| Équipes féminines professionnelles (20)- Alé Cipollini - Biehler Pro Cycling - Bigla - Bizkaia-Durango - Boels Dolmans - Canyon-SRAM Racing - CCC-Liv - FDJ-Nouvelle Aquitaine-Futuroscope - Health Mate-Ladies Team - Hitec Products - Lotto Soudal Ladies - Mitchelton-Scott - Movistar Team - Parkhotel Valkenburg-Destil - Sunweb Women - Tibco-Silicon Valley Bank - Trek-Segafredo - Valcar Cylance - Virtu Cycling Women - WNT-Rotor Pro Cycling Équipe nationale- Pays-Bas |
| |

## Favorites
La vainqueur des Strade Bianche et donc leader du classement World Tour, Annemiek van Vleuten ne prend pas le départ. La formation Boels Dolmans, vient avec plusieurs vainqueurs de l'épreuves avec Amy Pieters, Amalie Dideriksen, Chantal Blaak et Jolien D'Hoore. La sprinteuse italienne Marta Bastianelli est en forme et donc une prétendante à la victoire. Chloe Hosking, Gracie Elvin, Lotta Lepistö, Marianne Vos et Kirsten Wild sont également à suivre.

## Récit de la course
Sous l'effet du vent, le peloton se scinde en plusieurs dès la première ascension du mont VAM. Après le quatrième secteur, Maria Vittoria Sperotto  part seule. Son avance atteint une minute quarante, mais elle est reprise avant la deuxième ascension du mont VAM. Grace Brown attaque ensuite.  À cinquante-et-un kilomètres de l'arrivée, elle a trente secondes d'avance sur un peloton éclaté. Son avantage croit à deux minutes à vingt-cinq kilomètres du but. Les derniers secteurs pavés ont cependant raison de sa motivation et elle perd progressivement le coup de pédale pour se faire rattraper. À l'approche du dernier secteur, le rythme augmente considérablement sous l'impulsion de la formation Boels Dolmans. Dans celui-ci, Chantal Blaak ouvre la route. À la sortie du secteur, Ellen van Dijk attaque immédiatement. Chantal Blaak tente de suivre, mais un trou se forme. Après un moment de flottement, Blaak part avec Marta Bastianelli dans la roue. La coopération n'est pas optimale, mais elles finissent par reprendre Ellen van Dijk. Le reste du groupe est alors loin derrière. Dans les deux derniers kilomètres, Marta Bastianelli doit prendre le vent seule. Chantal Blaak tente de la surprendre en ouvrant le sprint, mais l'Italienne la maintient à niveau et s'impose malgré le dernier coup de reins de la Néerlandaise. Ellen van Dijk est troisième. Derrière, Amy Pieters règle le reste du groupe,.

## Classements

### Classement final
| \| Classement général \| Classement général \| Classement général \| Classement général \| Classement général \| \| Coureuse \| Coureuse \| Pays \| Équipe \| Temps \| \| ------------------ \| ------------------ \| ------------------ \| --------------------- \| ------------------ \| \| 1re \| Marta Bastianelli \| Italie \| Virtu Cycling Women \| 4 h 24 min 14 s \| \| 2e \| Chantal Blaak \| Pays-Bas \| Boels Dolmans \| + 0 s \| \| 3e \| Ellen van Dijk \| Pays-Bas \| Trek-Segafredo \| + 0 s \| \| 4e \| Amy Pieters \| Pays-Bas \| Boels Dolmans \| + 20 s \| \| 5e \| Lotte Kopecky \| Belgique \| Lotto Soudal Ladies \| + 20 s \| \| 6e \| Amalie Dideriksen \| Danemark \| Boels Dolmans \| + 20 s \| \| 7e \| Floortje Mackaij \| Pays-Bas \| Sunweb \| + 20 s \| \| 8e \| Kirsten Wild \| Pays-Bas \| WNT-Rotor Pro Cycling \| + 20 s \| \| 9e \| Romy Kasper \| Allemagne \| Alé Cipollini \| + 20 s \| \| 10e \| Jip van den Bos \| Pays-Bas \| Boels Dolmans \| + 20 s \| |                   |           |                       |                 |
| |                   |           |                       |                 |
| Source : ProCyclingStats |                   |           |                       |                 |
| Classement général |                   |           |                       |                 |
| Coureuse | Coureuse          | Pays      | Équipe                | Temps           |
| 1re | Marta Bastianelli | Italie    | Virtu Cycling Women   | 4 h 24 min 14 s |
| 2e | Chantal Blaak     | Pays-Bas  | Boels Dolmans         | + 0 s           |
| 3e | Ellen van Dijk    | Pays-Bas  | Trek-Segafredo        | + 0 s           |
| 4e | Amy Pieters       | Pays-Bas  | Boels Dolmans         | + 20 s          |
| 5e | Lotte Kopecky     | Belgique  | Lotto Soudal Ladies   | + 20 s          |
| 6e | Amalie Dideriksen | Danemark  | Boels Dolmans         | + 20 s          |
| 7e | Floortje Mackaij  | Pays-Bas  | Sunweb                | + 20 s          |
| 8e | Kirsten Wild      | Pays-Bas  | WNT-Rotor Pro Cycling | + 20 s          |
| 9e | Romy Kasper       | Allemagne | Alé Cipollini         | + 20 s          |
| 10e | Jip van den Bos   | Pays-Bas  | Boels Dolmans         | + 20 s          |

### UCI World Tour

#### Points attribués
| Position           | 1er | 2e  | 3e  | 4e  | 5e | 6e | 7e | 8e | 9e | 10e | 11e | 12e | 13e | 14e | 15e | 16e à 30e | 31e à 40e |
| Classement général | 200 | 150 | 125 | 100 | 85 | 70 | 60 | 50 | 40 | 35  | 30  | 25  | 20  | 15  | 10  | 5         | 3         |

| Classement par points | Classement par points | Classement par points | Classement par points | Classement par points |
| Coureuse              | Coureuse              | Pays                  | Équipe                | Points                |
| --------------------- | --------------------- | --------------------- | --------------------- | --------------------- |
| 1re                   | Marta Bastianelli     | Italie                | Virtu Cycling Women   | 300 pts               |
| 2e                    | Annemiek van Vleuten  | Pays-Bas              | Mitchelton-Scott      | 200 pts               |
| 3e                    | Chantal Blaak         | Pays-Bas              | Boels Dolmans         | 185 pts               |
| 4e                    | Annika Langvad        | Danemark              | Boels Dolmans         | 150 pts               |
| 5e                    | Ellen van Dijk        | Pays-Bas              | Trek-Segafredo        | 130 pts               |
| 6e                    | Katarzyna Niewiadoma  | Pologne               | Canyon-SRAM Racing    | 125 pts               |
| 7e                    | Amy Pieters           | Pays-Bas              | Boels Dolmans         | 100 pts               |
| 8e                    | Marianne Vos          | Pays-Bas              | CCC-Liv               | 90 pts                |
| 9e                    | Lotte Kopecky         | Belgique              | Lotto Soudal Ladies   | 85 pts                |
| 10e                   | Cecilie Uttrup Ludwig | Danemark              | Bigla                 | 85 pts                |

| Classement par points | Classement par points | Classement par points | Classement par points | Classement par points |
| Coureuse              | Coureuse              | Pays                  | Équipe                | Points                |
| --------------------- | --------------------- | --------------------- | --------------------- | --------------------- |
| 1re                   | Marta Bastianelli     | Italie                | Virtu Cycling Women   | 300 pts               |
| 2e                    | Annemiek van Vleuten  | Pays-Bas              | Mitchelton-Scott      | 200 pts               |
| 3e                    | Chantal Blaak         | Pays-Bas              | Boels Dolmans         | 185 pts               |
| 4e                    | Annika Langvad        | Danemark              | Boels Dolmans         | 150 pts               |
| 5e                    | Ellen van Dijk        | Pays-Bas              | Trek-Segafredo        | 130 pts               |
| 6e                    | Katarzyna Niewiadoma  | Pologne               | Canyon-SRAM Racing    | 125 pts               |
| 7e                    | Amy Pieters           | Pays-Bas              | Boels Dolmans         | 100 pts               |
| 8e                    | Marianne Vos          | Pays-Bas              | CCC-Liv               | 90 pts                |
| 9e                    | Lotte Kopecky         | Belgique              | Lotto Soudal Ladies   | 85 pts                |
| 10e                   | Cecilie Uttrup Ludwig | Danemark              | Bigla                 | 85 pts                |

| Classement du meilleur jeune | Classement du meilleur jeune | Classement du meilleur jeune | Classement du meilleur jeune       | Classement du meilleur jeune |
| Coureuse                     | Coureuse                     | Pays                         | Équipe                             | Points                       |
| ---------------------------- | ---------------------------- | ---------------------------- | ---------------------------------- | ---------------------------- |
| 1re                          | Sofia Bertizzolo             | Italie                       | Virtu Cycling Women                | 6 pts                        |
| 2e                           | Évita Muzic                  | France                       | FDJ-Nouvelle Aquitaine-Futuroscope | 6 pts                        |
| 3e                           | Amber van der Hulst          | Pays-Bas                     | Jan van Arckel                     | 4 pts                        |
| 4e                           | Liane Lippert                | Allemagne                    | Sunweb                             | 4 pts                        |
| 5e                           | Ella Harris                  | Nouvelle-Zélande             | Canyon-SRAM Racing                 | 2 pts                        |
| 6e                           | Marta Cavalli                | Italie                       | Valcar Cylance                     | 2 pts                        |

| Classement du meilleur jeune | Classement du meilleur jeune | Classement du meilleur jeune | Classement du meilleur jeune       | Classement du meilleur jeune |
| Coureuse                     | Coureuse                     | Pays                         | Équipe                             | Points                       |
| ---------------------------- | ---------------------------- | ---------------------------- | ---------------------------------- | ---------------------------- |
| 1re                          | Sofia Bertizzolo             | Italie                       | Virtu Cycling Women                | 6 pts                        |
| 2e                           | Évita Muzic                  | France                       | FDJ-Nouvelle Aquitaine-Futuroscope | 6 pts                        |
| 3e                           | Amber van der Hulst          | Pays-Bas                     | Jan van Arckel                     | 4 pts                        |
| 4e                           | Liane Lippert                | Allemagne                    | Sunweb                             | 4 pts                        |
| 5e                           | Ella Harris                  | Nouvelle-Zélande             | Canyon-SRAM Racing                 | 2 pts                        |
| 6e                           | Marta Cavalli                | Italie                       | Valcar Cylance                     | 2 pts                        |

| Classement par équipes aux points | Classement par équipes aux points | Classement par équipes aux points | Classement par équipes aux points |
| Équipe                            | Équipe                            | Pays                              | Points                            |
| --------------------------------- | --------------------------------- | --------------------------------- | --------------------------------- |
| 1re                               | Boels Dolmans                     | Pays-Bas                          | 589 pts                           |
| 2e                                | Virtu Cycling Women               | Danemark                          | 314 pts                           |
| 3e                                | Mitchelton-Scott                  | Australie                         | 223 pts                           |
| 4e                                | Trek-Segafredo                    | États-Unis                        | 178 pts                           |
| 5e                                | Canyon-SRAM Racing                | Allemagne                         | 171 pts                           |
| 6e                                | CCC-Liv                           | Pays-Bas                          | 170 pts                           |
| 7e                                | Sunweb Women                      | Pays-Bas                          | 146 pts                           |
| 8e                                | Bigla                             | Danemark                          | 100 pts                           |
| 9e                                | Lotto Soudal Ladies               | Belgique                          | 93 pts                            |
| 10e                               | Alé Cipollini                     | Italie                            | 88 pts                            |

| Classement par équipes aux points | Classement par équipes aux points | Classement par équipes aux points | Classement par équipes aux points |
| Équipe                            | Équipe                            | Pays                              | Points                            |
| --------------------------------- | --------------------------------- | --------------------------------- | --------------------------------- |
| 1re                               | Boels Dolmans                     | Pays-Bas                          | 589 pts                           |
| 2e                                | Virtu Cycling Women               | Danemark                          | 314 pts                           |
| 3e                                | Mitchelton-Scott                  | Australie                         | 223 pts                           |
| 4e                                | Trek-Segafredo                    | États-Unis                        | 178 pts                           |
| 5e                                | Canyon-SRAM Racing                | Allemagne                         | 171 pts                           |
| 6e                                | CCC-Liv                           | Pays-Bas                          | 170 pts                           |
| 7e                                | Sunweb Women                      | Pays-Bas                          | 146 pts                           |
| 8e                                | Bigla                             | Danemark                          | 100 pts                           |
| 9e                                | Lotto Soudal Ladies               | Belgique                          | 93 pts                            |
| 10e                               | Alé Cipollini                     | Italie                            | 88 pts                            |

## Liste des participantes
| Légende | Légende                                                                    | Légende | Légende                                                    |
| ------- | -------------------------------------------------------------------------- | ------- | ---------------------------------------------------------- |
| Num     | Dossard de départ porté par le coureur sur ce Tour de Drenthe              | Pos     | Position à l'arrivée de la course                          |
|         | Indique un maillot de champion national ou mondial, suivi de sa spécialité | NP      | Indique un coureur qui n'a pas pris le départ de la course |
| AB      | Indique un coureur qui n'a pas terminé la course                           | HD      | Indique un coureur qui a terminé la course hors des délais |

| Boels Dolmans DLT | Boels Dolmans DLT               | Boels Dolmans DLT |
| ----------------- | ------------------------------- | ----------------- |
| Num               | Coureuse                        | Pos               |
| 1                 | Amy Pieters (NED)               | 4e                |
| 2                 | Chantal Blaak (NED) (route)     | 2e                |
| 3                 | Eva Buurman (NED)               | 38e               |
| 4                 | Amalie Dideriksen (DEN) (route) | 6e                |
| 5                 | Christine Majerus (LUX) (route) | AB                |
| 6                 | Jip van den Bos (NED)           | 10e               |

| Canyon-SRAM Racing CSR | Canyon-SRAM Racing CSR | Canyon-SRAM Racing CSR |
| ---------------------- | ---------------------- | ---------------------- |
| Num                    | Coureuse               | Pos                    |
| 11                     | Alice Barnes (GBR)     | 16e                    |
| 12                     | Tiffany Cromwell (AUS) | 13e                    |
| 13                     | Rotem Gafinovitz (ISR) | 37e                    |
| 14                     | Lisa Klein (GER)       | 21e                    |
| 15                     | Ella Harris (NZL)      | 41e                    |
| 16                     | Alexis Magner (USA)    | 19e                    |

| Alé Cipollini ALE | Alé Cipollini ALE      | Alé Cipollini ALE |
| ----------------- | ---------------------- | ----------------- |
| Num               | Coureuse               | Pos               |
| 21                | Soraya Paladin (ITA)   | 42e               |
| 22                | Chloe Hosking (AUS)    | 15e               |
| 23                | Romy Kasper (GER)      | 9e                |
| 24                | Karlijn Swinkels (NED) | AB                |
| 25                | Nadia Quagliotto (ITA) | AB                |
| 26                | Jelena Erić (SRB)      | 47e               |

| Bigla BIG | Bigla BIG                     | Bigla BIG |
| --------- | ----------------------------- | --------- |
| Num       | Coureuse                      | Pos       |
| 32        | Elizabeth Banks (GBR)         | 25e       |
| 33        | Nicole Hanselmann (SUI)       | AB        |
| 34        | Maria Vittoria Sperotto (ITA) | AB        |
| 35        | Julie Norman Leth (DEN)       | 30e       |
| 36        | Martina Alzini (ITA)          | AB        |

| CCC-Liv CCC | CCC-Liv CCC           | CCC-Liv CCC |
| ----------- | --------------------- | ----------- |
| Num         | Coureuse              | Pos         |
| 41          | Valerie Demey (BEL)   | AB          |
| 42          | Evy Kuijpers (NED)    | 22e         |
| 43          | Marta Lach (POL)      | AB          |
| 44          | Jeanne Korevaar (NED) | AB          |
| 45          | Riejanne Markus (NED) | AB          |
| 46          | Marianne Vos (NED)    | 11e         |

| FDJ-Nouvelle Aquitaine-Futuroscope FDJ | FDJ-Nouvelle Aquitaine-Futuroscope FDJ | FDJ-Nouvelle Aquitaine-Futuroscope FDJ |
| -------------------------------------- | -------------------------------------- | -------------------------------------- |
| Num                                    | Coureuse                               | Pos                                    |
| 51                                     | Victorie Guilman (FRA)                 | AB                                     |
| 52                                     | Coralie Demay (FRA)                    | AB                                     |
| 53                                     | Emilia Fahlin (SWE) (route)            | AB                                     |
| 54                                     | Lauren Kitchen (AUS)                   | 28e                                    |
| 55                                     | Greta Richioud (FRA)                   | AB                                     |
| 56                                     | Maëlle Grossetête (FRA)                | AB                                     |

| Mitchelton-Scott MTS | Mitchelton-Scott MTS | Mitchelton-Scott MTS |
| -------------------- | -------------------- | -------------------- |
| Num                  | Coureuse             | Pos                  |
| 61                   | Jessica Allen (AUS)  | AB                   |
| 62                   | Grace Brown (AUS)    | 32e                  |
| 63                   | Gracie Elvin (AUS)   | 43e                  |
| 64                   | Sarah Roy (AUS)      | 14e                  |
| 65                   | Lucy Kennedy (AUS)   | AB                   |

| Parkhotel Valkenburg PHV | Parkhotel Valkenburg PHV | Parkhotel Valkenburg PHV |
| ------------------------ | ------------------------ | ------------------------ |
| Num                      | Coureuse                 | Pos                      |
| 71                       | Roxane Knetemann (NED)   | 23e                      |
| 72                       | Nina Buysman (NED)       | AB                       |
| 73                       | Lorena Wiebes (NED)      | AB                       |
| 74                       | Femke Markus (NED)       | AB                       |
| 75                       | Marit Raaijmakers (NED)  | AB                       |
| 76                       | Esther van Veen (NED)    | AB                       |

| Tibco-Silicon Valley Bank TIB | Tibco-Silicon Valley Bank TIB | Tibco-Silicon Valley Bank TIB |
| ----------------------------- | ----------------------------- | ----------------------------- |
| Num                           | Coureuse                      | Pos                           |
| 82                            | Íngrid Drexel (MEX)           | AB                            |
| 83                            | Alison Jackson (CAN)          | 29e                           |
| 84                            | Nina Kessler (NED)            | 48e                           |
| 85                            | Kendall Ryan (USA)            | AB                            |
| 86                            | Rozanne Slik (NED)            | AB                            |

| Virtu Cycling Women TVC | Virtu Cycling Women TVC         | Virtu Cycling Women TVC |
| ----------------------- | ------------------------------- | ----------------------- |
| Num                     | Coureuse                        | Pos                     |
| 91                      | Marta Bastianelli (ITA) (route) | 1re                     |
| 92                      | Sofia Bertizzolo (ITA)          | 33e                     |
| 93                      | Barbara Guarischi (ITA)         | AB                      |
| 94                      | Mieke Kröger (GER)              | 34e                     |
| 95                      | Trine Schmidt (DEN)             | AB                      |
| 96                      | Katarzyna Pawłowska (POL)       | AB                      |

| Trek-Segafredo TFS | Trek-Segafredo TFS          | Trek-Segafredo TFS |
| ------------------ | --------------------------- | ------------------ |
| Num                | Coureuse                    | Pos                |
| 101                | Lauretta Hanson (AUS)       | AB                 |
| 102                | Lotta Lepistö (FIN) (route) | 18e                |
| 103                | Abigail Van Twisk (GBR)     | AB                 |
| 104                | Audrey Cordon-Ragot (FRA)   | 26e                |
| 105                | Ellen van Dijk (NED)        | 3e                 |
| 106                | Anna Plichta (POL)          | AB                 |

| Valcar Cylance VAL | Valcar Cylance VAL              | Valcar Cylance VAL |
| ------------------ | ------------------------------- | ------------------ |
| Num                | Coureuse                        | Pos                |
| 111                | Elisa Balsamo (ITA)             | AB                 |
| 112                | Marta Cavalli (ITA) (route)     | AB                 |
| 113                | Maria Giulia Confalonieri (ITA) | 17e                |
| 114                | Dalia Muccioli (ITA)            | AB                 |
| 115                | Silvia Persico (ITA)            | AB                 |
| 116                | Ilaria Sanguineti (ITA)         | AB                 |

| WNT-Rotor Pro Cycling WNT | WNT-Rotor Pro Cycling WNT | WNT-Rotor Pro Cycling WNT |
| ------------------------- | ------------------------- | ------------------------- |
| Num                       | Coureuse                  | Pos                       |
| 121                       | Lisa Brennauer (GER)      | 27e                       |
| 122                       | Sarah Rijkes (AUT)        | AB                        |
| 123                       | Erica Magnaldi (ITA)      | AB                        |
| 124                       | Lea Lin Teutenberg (GER)  | AB                        |
| 125                       | Lara Vieceli (ITA)        | AB                        |
| 126                       | Kirsten Wild (NED)        | 8e                        |

| Biehler Pro Cycling BPC | Biehler Pro Cycling BPC  | Biehler Pro Cycling BPC |
| ----------------------- | ------------------------ | ----------------------- |
| Num                     | Coureuse                 | Pos                     |
| 131                     | Henrietta Colborne (GBR) | AB                      |
| 132                     | Merel Hofman (NED)       | AB                      |
| 133                     | Roos Hoogeboom (NED)     | AB                      |
| 134                     | Melanie Klement (NED)    | AB                      |
| 135                     | Natalie van Gogh (NED)   | AB                      |
| 136                     | Nienke Wasmus (NED)      | AB                      |

| Bizkaia-Durango BDP | Bizkaia-Durango BDP    | Bizkaia-Durango BDP |
| ------------------- | ---------------------- | ------------------- |
| Num                 | Coureuse               | Pos                 |
| 141                 | Sandra Alonso (ESP)    | 46e                 |
| 142                 | Ainara Elbusto (ESP)   | AB                  |
| 143                 | Natalie Grinczer (GBR) | AB                  |
| 144                 | Luisa Ibarrola (ESP)   | AB                  |
| 145                 | Isabel Martin (ESP)    | AB                  |
| 146                 | Aroa Gorostiza (ESP)   | AB                  |

| Hitec Products-Birk Sport HPU | Hitec Products-Birk Sport HPU | Hitec Products-Birk Sport HPU |
| ----------------------------- | ----------------------------- | ----------------------------- |
| Num                           | Coureuse                      | Pos                           |
| 151                           | Grace Garner (GBR)            | AB                            |
| 152                           | Lucy van der Haar (GBR)       | AB                            |
| 153                           | Amalie Lutro (NOR)            | AB                            |
| 154                           | Chanella Stougje (NED)        | AB                            |
| 155                           | Marta Tagliaferro (ITA)       | 40e                           |
| 156                           | Lonneke Uneken (NED)          | AB                            |

| Lotto Soudal Ladies LSL | Lotto Soudal Ladies LSL    | Lotto Soudal Ladies LSL |
| ----------------------- | -------------------------- | ----------------------- |
| Num                     | Coureuse                   | Pos                     |
| 161                     | Danielle Christmas (GBR)   | 44e                     |
| 162                     | Demi de Jong (NED)         | AB                      |
| 163                     | Annelies Dom (BEL) (route) | 36e                     |
| 164                     | Chantal Hoffmann (LUX)     | AB                      |
| 165                     | Lotte Kopecky (BEL)        | 5e                      |
| 166                     | Nguyễn Thị Thật (VIE)      | AB                      |

| Movistar Team MOV | Movistar Team MOV                 | Movistar Team MOV |
| ----------------- | --------------------------------- | ----------------- |
| Num               | Coureuse                          | Pos               |
| 171               | Aude Biannic (FRA) (route)        | 24e               |
| 172               | Roxane Fournier (FRA)             | 39e               |
| 173               | Lourdes Oyarbide (ESP)            | AB                |
| 174               | Małgorzata Jasińska (POL) (route) | 20e               |
| 175               | Gloria Rodríguez (ESP)            | AB                |
| 176               | Alba Teruel (ESP)                 | AB                |

| Sunweb SUN | Sunweb SUN             | Sunweb SUN |
| ---------- | ---------------------- | ---------- |
| Num        | Coureuse               | Pos        |
| 181        | Susanne Andersen (NOR) | AB         |
| 182        | Lucinda Brand (NED)    | 12e        |
| 183        | Janneke Ensing (NED)   | 31e        |
| 184        | Pfeiffer Georgi (GBR)  | 45e        |
| 185        | Floortje Mackaij (NED) | 7e         |
| 186        | Julia Soek (NED)       | AB         |

| Pays-Bas NED | Pays-Bas NED        | Pays-Bas NED |
| ------------ | ------------------- | ------------ |
| Num          | Coureuse            | Pos          |
| 191          | Eva Bijwaard        | AB           |
| 192          | Maaike Boogaard     | AB           |
| 193          | Cathalijne Hoolwerf | AB           |
| 194          | Eva Jonkers         | AB           |
| 195          | Anne Tauber         | AB           |
| 196          | Amber van der Hulst | 35e          |

| Health Mate-Ladies Team HMT | Health Mate-Ladies Team HMT   | Health Mate-Ladies Team HMT |
| --------------------------- | ----------------------------- | --------------------------- |
| Num                         | Coureuse                      | Pos                         |
| 201                         | Sara Mustonen (SWE)           | AB                          |
| 202                         | Esther Meisels (ISR)          | AB                          |
| 203                         | Kathrin Schweinberger (AUT)   | AB                          |
| 204                         | Christina Schweinberger (AUT) | AB                          |
| 205                         | Kirstie van Haaften (NED)     | AB                          |
| 206                         | Kylie Waterreus (NED)         | AB                          |

| Boels Dolmans DLT | Boels Dolmans DLT               | Boels Dolmans DLT |
| ----------------- | ------------------------------- | ----------------- |
| Num               | Coureuse                        | Pos               |
| 1                 | Amy Pieters (NED)               | 4e                |
| 2                 | Chantal Blaak (NED) (route)     | 2e                |
| 3                 | Eva Buurman (NED)               | 38e               |
| 4                 | Amalie Dideriksen (DEN) (route) | 6e                |
| 5                 | Christine Majerus (LUX) (route) | AB                |
| 6                 | Jip van den Bos (NED)           | 10e               |

| Canyon-SRAM Racing CSR | Canyon-SRAM Racing CSR | Canyon-SRAM Racing CSR |
| ---------------------- | ---------------------- | ---------------------- |
| Num                    | Coureuse               | Pos                    |
| 11                     | Alice Barnes (GBR)     | 16e                    |
| 12                     | Tiffany Cromwell (AUS) | 13e                    |
| 13                     | Rotem Gafinovitz (ISR) | 37e                    |
| 14                     | Lisa Klein (GER)       | 21e                    |
| 15                     | Ella Harris (NZL)      | 41e                    |
| 16                     | Alexis Magner (USA)    | 19e                    |

| Alé Cipollini ALE | Alé Cipollini ALE      | Alé Cipollini ALE |
| ----------------- | ---------------------- | ----------------- |
| Num               | Coureuse               | Pos               |
| 21                | Soraya Paladin (ITA)   | 42e               |
| 22                | Chloe Hosking (AUS)    | 15e               |
| 23                | Romy Kasper (GER)      | 9e                |
| 24                | Karlijn Swinkels (NED) | AB                |
| 25                | Nadia Quagliotto (ITA) | AB                |
| 26                | Jelena Erić (SRB)      | 47e               |

| Bigla BIG | Bigla BIG                     | Bigla BIG |
| --------- | ----------------------------- | --------- |
| Num       | Coureuse                      | Pos       |
| 32        | Elizabeth Banks (GBR)         | 25e       |
| 33        | Nicole Hanselmann (SUI)       | AB        |
| 34        | Maria Vittoria Sperotto (ITA) | AB        |
| 35        | Julie Norman Leth (DEN)       | 30e       |
| 36        | Martina Alzini (ITA)          | AB        |

| CCC-Liv CCC | CCC-Liv CCC           | CCC-Liv CCC |
| ----------- | --------------------- | ----------- |
| Num         | Coureuse              | Pos         |
| 41          | Valerie Demey (BEL)   | AB          |
| 42          | Evy Kuijpers (NED)    | 22e         |
| 43          | Marta Lach (POL)      | AB          |
| 44          | Jeanne Korevaar (NED) | AB          |
| 45          | Riejanne Markus (NED) | AB          |
| 46          | Marianne Vos (NED)    | 11e         |

| FDJ-Nouvelle Aquitaine-Futuroscope FDJ | FDJ-Nouvelle Aquitaine-Futuroscope FDJ | FDJ-Nouvelle Aquitaine-Futuroscope FDJ |
| -------------------------------------- | -------------------------------------- | -------------------------------------- |
| Num                                    | Coureuse                               | Pos                                    |
| 51                                     | Victorie Guilman (FRA)                 | AB                                     |
| 52                                     | Coralie Demay (FRA)                    | AB                                     |
| 53                                     | Emilia Fahlin (SWE) (route)            | AB                                     |
| 54                                     | Lauren Kitchen (AUS)                   | 28e                                    |
| 55                                     | Greta Richioud (FRA)                   | AB                                     |
| 56                                     | Maëlle Grossetête (FRA)                | AB                                     |

| Mitchelton-Scott MTS | Mitchelton-Scott MTS | Mitchelton-Scott MTS |
| -------------------- | -------------------- | -------------------- |
| Num                  | Coureuse             | Pos                  |
| 61                   | Jessica Allen (AUS)  | AB                   |
| 62                   | Grace Brown (AUS)    | 32e                  |
| 63                   | Gracie Elvin (AUS)   | 43e                  |
| 64                   | Sarah Roy (AUS)      | 14e                  |
| 65                   | Lucy Kennedy (AUS)   | AB                   |

| Parkhotel Valkenburg PHV | Parkhotel Valkenburg PHV | Parkhotel Valkenburg PHV |
| ------------------------ | ------------------------ | ------------------------ |
| Num                      | Coureuse                 | Pos                      |
| 71                       | Roxane Knetemann (NED)   | 23e                      |
| 72                       | Nina Buysman (NED)       | AB                       |
| 73                       | Lorena Wiebes (NED)      | AB                       |
| 74                       | Femke Markus (NED)       | AB                       |
| 75                       | Marit Raaijmakers (NED)  | AB                       |
| 76                       | Esther van Veen (NED)    | AB                       |

| Tibco-Silicon Valley Bank TIB | Tibco-Silicon Valley Bank TIB | Tibco-Silicon Valley Bank TIB |
| ----------------------------- | ----------------------------- | ----------------------------- |
| Num                           | Coureuse                      | Pos                           |
| 82                            | Íngrid Drexel (MEX)           | AB                            |
| 83                            | Alison Jackson (CAN)          | 29e                           |
| 84                            | Nina Kessler (NED)            | 48e                           |
| 85                            | Kendall Ryan (USA)            | AB                            |
| 86                            | Rozanne Slik (NED)            | AB                            |

| Virtu Cycling Women TVC | Virtu Cycling Women TVC         | Virtu Cycling Women TVC |
| ----------------------- | ------------------------------- | ----------------------- |
| Num                     | Coureuse                        | Pos                     |
| 91                      | Marta Bastianelli (ITA) (route) | 1re                     |
| 92                      | Sofia Bertizzolo (ITA)          | 33e                     |
| 93                      | Barbara Guarischi (ITA)         | AB                      |
| 94                      | Mieke Kröger (GER)              | 34e                     |
| 95                      | Trine Schmidt (DEN)             | AB                      |
| 96                      | Katarzyna Pawłowska (POL)       | AB                      |

| Trek-Segafredo TFS | Trek-Segafredo TFS          | Trek-Segafredo TFS |
| ------------------ | --------------------------- | ------------------ |
| Num                | Coureuse                    | Pos                |
| 101                | Lauretta Hanson (AUS)       | AB                 |
| 102                | Lotta Lepistö (FIN) (route) | 18e                |
| 103                | Abigail Van Twisk (GBR)     | AB                 |
| 104                | Audrey Cordon-Ragot (FRA)   | 26e                |
| 105                | Ellen van Dijk (NED)        | 3e                 |
| 106                | Anna Plichta (POL)          | AB                 |

| Valcar Cylance VAL | Valcar Cylance VAL              | Valcar Cylance VAL |
| ------------------ | ------------------------------- | ------------------ |
| Num                | Coureuse                        | Pos                |
| 111                | Elisa Balsamo (ITA)             | AB                 |
| 112                | Marta Cavalli (ITA) (route)     | AB                 |
| 113                | Maria Giulia Confalonieri (ITA) | 17e                |
| 114                | Dalia Muccioli (ITA)            | AB                 |
| 115                | Silvia Persico (ITA)            | AB                 |
| 116                | Ilaria Sanguineti (ITA)         | AB                 |

| WNT-Rotor Pro Cycling WNT | WNT-Rotor Pro Cycling WNT | WNT-Rotor Pro Cycling WNT |
| ------------------------- | ------------------------- | ------------------------- |
| Num                       | Coureuse                  | Pos                       |
| 121                       | Lisa Brennauer (GER)      | 27e                       |
| 122                       | Sarah Rijkes (AUT)        | AB                        |
| 123                       | Erica Magnaldi (ITA)      | AB                        |
| 124                       | Lea Lin Teutenberg (GER)  | AB                        |
| 125                       | Lara Vieceli (ITA)        | AB                        |
| 126                       | Kirsten Wild (NED)        | 8e                        |

| Biehler Pro Cycling BPC | Biehler Pro Cycling BPC  | Biehler Pro Cycling BPC |
| ----------------------- | ------------------------ | ----------------------- |
| Num                     | Coureuse                 | Pos                     |
| 131                     | Henrietta Colborne (GBR) | AB                      |
| 132                     | Merel Hofman (NED)       | AB                      |
| 133                     | Roos Hoogeboom (NED)     | AB                      |
| 134                     | Melanie Klement (NED)    | AB                      |
| 135                     | Natalie van Gogh (NED)   | AB                      |
| 136                     | Nienke Wasmus (NED)      | AB                      |

| Bizkaia-Durango BDP | Bizkaia-Durango BDP    | Bizkaia-Durango BDP |
| ------------------- | ---------------------- | ------------------- |
| Num                 | Coureuse               | Pos                 |
| 141                 | Sandra Alonso (ESP)    | 46e                 |
| 142                 | Ainara Elbusto (ESP)   | AB                  |
| 143                 | Natalie Grinczer (GBR) | AB                  |
| 144                 | Luisa Ibarrola (ESP)   | AB                  |
| 145                 | Isabel Martin (ESP)    | AB                  |
| 146                 | Aroa Gorostiza (ESP)   | AB                  |

| Hitec Products-Birk Sport HPU | Hitec Products-Birk Sport HPU | Hitec Products-Birk Sport HPU |
| ----------------------------- | ----------------------------- | ----------------------------- |
| Num                           | Coureuse                      | Pos                           |
| 151                           | Grace Garner (GBR)            | AB                            |
| 152                           | Lucy van der Haar (GBR)       | AB                            |
| 153                           | Amalie Lutro (NOR)            | AB                            |
| 154                           | Chanella Stougje (NED)        | AB                            |
| 155                           | Marta Tagliaferro (ITA)       | 40e                           |
| 156                           | Lonneke Uneken (NED)          | AB                            |

| Lotto Soudal Ladies LSL | Lotto Soudal Ladies LSL    | Lotto Soudal Ladies LSL |
| ----------------------- | -------------------------- | ----------------------- |
| Num                     | Coureuse                   | Pos                     |
| 161                     | Danielle Christmas (GBR)   | 44e                     |
| 162                     | Demi de Jong (NED)         | AB                      |
| 163                     | Annelies Dom (BEL) (route) | 36e                     |
| 164                     | Chantal Hoffmann (LUX)     | AB                      |
| 165                     | Lotte Kopecky (BEL)        | 5e                      |
| 166                     | Nguyễn Thị Thật (VIE)      | AB                      |

| Movistar Team MOV | Movistar Team MOV                 | Movistar Team MOV |
| ----------------- | --------------------------------- | ----------------- |
| Num               | Coureuse                          | Pos               |
| 171               | Aude Biannic (FRA) (route)        | 24e               |
| 172               | Roxane Fournier (FRA)             | 39e               |
| 173               | Lourdes Oyarbide (ESP)            | AB                |
| 174               | Małgorzata Jasińska (POL) (route) | 20e               |
| 175               | Gloria Rodríguez (ESP)            | AB                |
| 176               | Alba Teruel (ESP)                 | AB                |

| Sunweb SUN | Sunweb SUN             | Sunweb SUN |
| ---------- | ---------------------- | ---------- |
| Num        | Coureuse               | Pos        |
| 181        | Susanne Andersen (NOR) | AB         |
| 182        | Lucinda Brand (NED)    | 12e        |
| 183        | Janneke Ensing (NED)   | 31e        |
| 184        | Pfeiffer Georgi (GBR)  | 45e        |
| 185        | Floortje Mackaij (NED) | 7e         |
| 186        | Julia Soek (NED)       | AB         |

| Pays-Bas NED | Pays-Bas NED        | Pays-Bas NED |
| ------------ | ------------------- | ------------ |
| Num          | Coureuse            | Pos          |
| 191          | Eva Bijwaard        | AB           |
| 192          | Maaike Boogaard     | AB           |
| 193          | Cathalijne Hoolwerf | AB           |
| 194          | Eva Jonkers         | AB           |
| 195          | Anne Tauber         | AB           |
| 196          | Amber van der Hulst | 35e          |

| Health Mate-Ladies Team HMT | Health Mate-Ladies Team HMT   | Health Mate-Ladies Team HMT |
| --------------------------- | ----------------------------- | --------------------------- |
| Num                         | Coureuse                      | Pos                         |
| 201                         | Sara Mustonen (SWE)           | AB                          |
| 202                         | Esther Meisels (ISR)          | AB                          |
| 203                         | Kathrin Schweinberger (AUT)   | AB                          |
| 204                         | Christina Schweinberger (AUT) | AB                          |
| 205                         | Kirstie van Haaften (NED)     | AB                          |
| 206                         | Kylie Waterreus (NED)         | AB                          |

## Organisation
La course est organisée par la fondation Ronde van Drenthe. Femmy van Issum-Achterhes et Jan van Oorschot dirigent la course.

### Prix
Les prix sont les suivants :
| Position | 1er     | 2e    | 3e    | 4e    | 5e    | 6e    | 7e    | 8e    | 9e    | 10e   |
| Prix     | 1 265 € | 935 € | 625 € | 375 € | 320 € | 275 € | 250 € | 220 € | 185 € | 165 € |

En sus, les coureuses placées de la 11e à la 15e place gagnent 130 €, celles placées de la 16e à la 20e place 100 €.